# Mi Youren
Mi Youren ou Mi Yu-Jēn ou Mi Yeou-Jen, appelé aussi Huer, surnom: Yuanhui, né en 1086, mort en 1165. XIIe siècle. Chinois. Peintre de paysages.

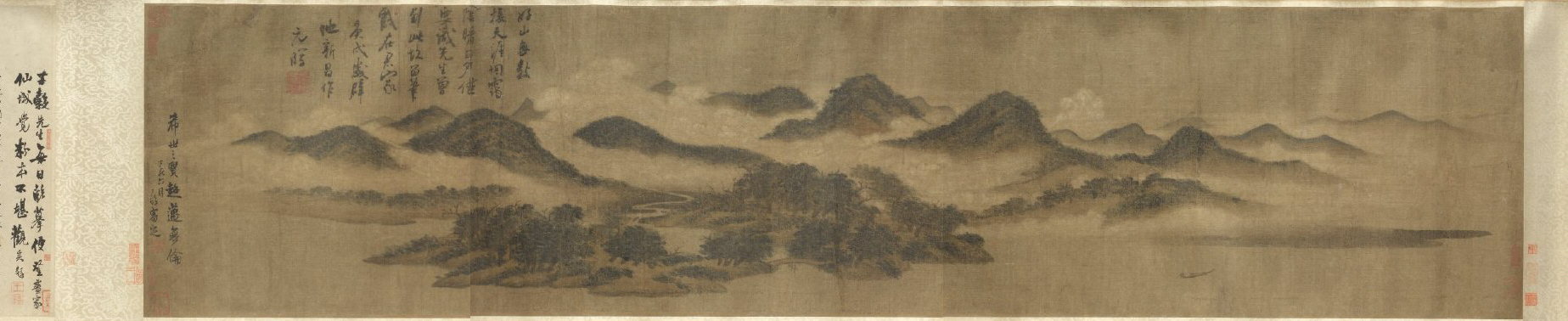

## Biographie
L'absence d'œuvres originales du grand peintre Mi Fu donne à son fils et disciple, Mi Youren, un relief particulier. Peintre prolifique, celui-ci continue l'œuvre de son père avec beaucoup de fidélité, mais sans doute un moindre génie. Fonctionnaire lettré, lui aussi, il est vice-président du Bureau de la Guerre. Les critiques chinois établissent une relation entre Dong Yuan et Juran, maîtres du Xe siècle dont les leçons étaient tombées un moment en déshérence, et le style des deux Mi.
Et de fait, les paysages de Mi Youren sont exécutés au pinceau et l'on y trouve un écho lointain des techniques tachistes des deux peintres précités, devenues, avec Mi Fu, les «points à la manière de Mi», simple jeu de taches d'encre qui se substituent aux contours et suggèrent indifféremment  la silhouette d'une montagne ou la touffe d'un feuillage.
Son regard n'est pas celui d'un amateur: «Les gens du monde, écrit Mi Youren, savent que j'excelle à peindre et rivalisent les uns et les autres pour obtenir mes peintures. Mais peu comprennent comment je peins. S'ils ne possèdent pas sur le front l'œil de sapience, ils sont incapables de le percevoir.»
Mi Youren utilise une encre très humide et ses montagnes et ses arbres ont quelque chose d'arbitraire, caractérisés par un aspect flou que l'on rencontre dans plusieurs de ses œuvres, notamment dans l'une des plus étranges, Montagnes dans les nuages (Musée d'Osaka), où les montagnes noyées d'ombre surgissent parmi des bancs de brume qui partent à la dérive. Ces procédés sont retenus comme caractéristiques de l'École du Sud.

## Musées
- Cleveland:
  - Brume à la dérive entre les montagnes au bord d'une rivière, encre et couleurs légères sur soie, rouleau en longueur, poème du peintre daté 1130, colophon de Wang De XVIIe siècle, sans doute une copie.
- Osaka (Musée des Beaux-Arts Kubosō):
  - Montagnes dans les nuages, encre sur papier, rouleau en hauteur, inscription datée 1134.
- Pékin (Mus. du Palais):
  - Longue chaîne de montagnes dont les sommets émergent des brumes et des nuages, encre sur papier, rouleau en longueur.
- Shanghai:
  - Nuages blancs sur les rivières Xiao et Xiang, encre sur papier, rouleau en longueur signé, inscriptions de l'empereur Qing Qianlong, long colophon de l'artiste.
- Taipei (Nat. Palace Mus.):
  - Montagnes dans les nuages et la brume, encre sur papier, rouleau en longueur, attribution.
- Washington DC (Freer Gallery of Art):
  - Montagnes du pays de Chu par une claire journée d'automne, encre sur papier, rouleau en longueur, signature et sceau de Mi Youren.